# 耶孙墓

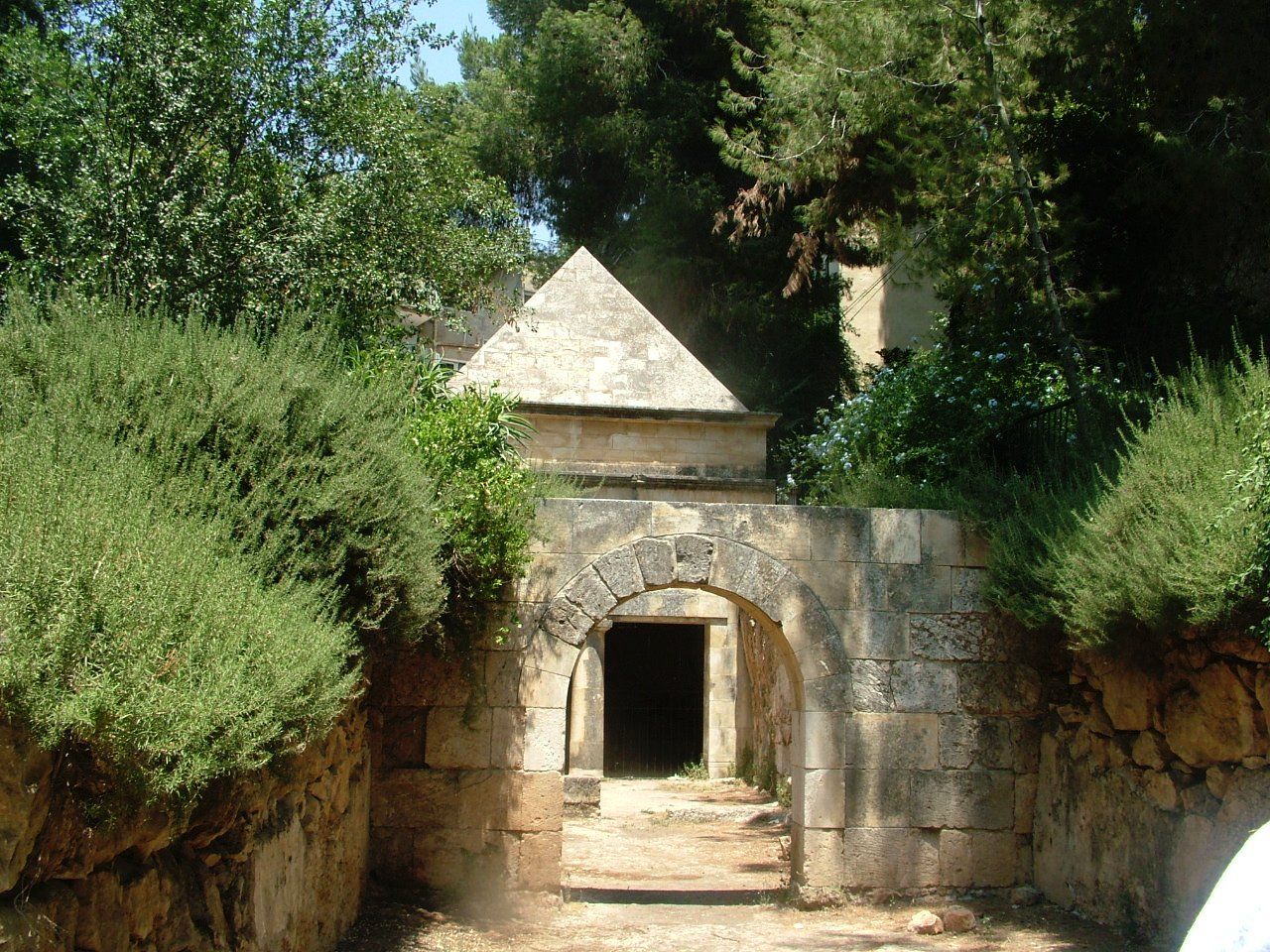
耶孙墓

耶孙墓是一个马加比时期的古墓，在以色列耶路撒冷的雷哈维亚社区发现。它已被确定为耶孙的墓地，可能是一位海军军官，因为在墓穴里发现两艘军舰的图画。 
铭文表明，耶孙曾航行到埃及的海岸。

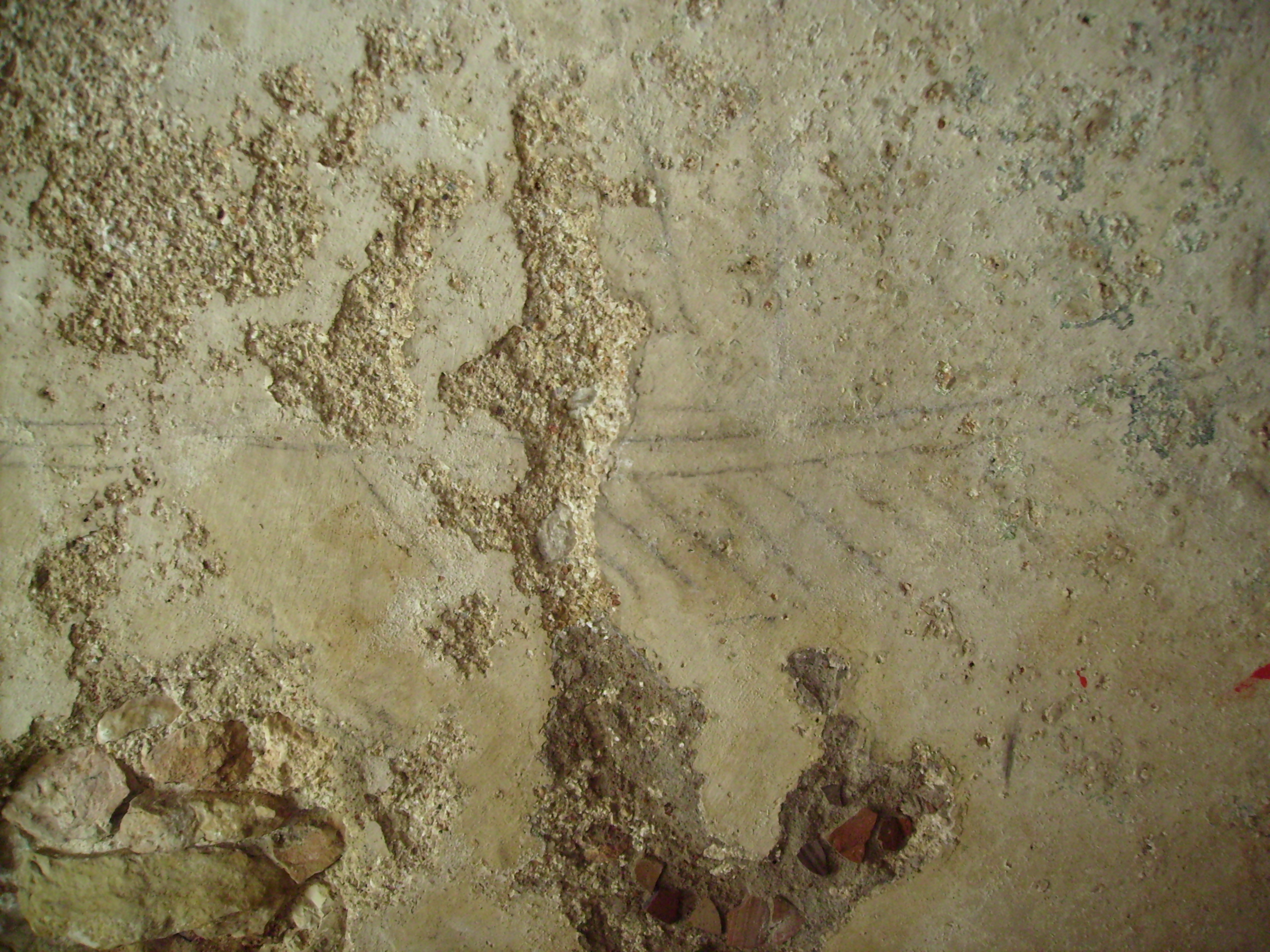
军舰图

耶孙墓用一根多立克柱装饰墓室入口，上面是金字塔形屋顶。纪念死者的铭文使用希腊文和阿拉姆文。